# Валтер (лунный кратер)
Кратер Валтер (лат. Walter), не путать с кратером Вальтер (лат. Walther), — крохотный ударный кратер находящийся в юго-западной части Моря Дождей на видимой стороне Луны. Название присвоено по немецкому мужскому имени и утверждено Международным астрономическим союзом в 1979 г. Образование кратера относится к нектарскому периоду.

## Описание кратера
Ближайшими соседями кратера являются кратер Диофант на юго-западе и крохотные кратеры Изабель, Луиза и Самир на северо-западе. Далее на северо-западе находятся борозда Диофанта, пик Делиля и кратер Делиль. Селенографические координаты центра кратера 28°02′ с. ш. 33°49′ з. д. / 28,04° с. ш. 33,81° з. д., диаметр 1,3 км, глубина 0,13 км.
Кратер представляет собой неглубокое понижение местности неправильной формы, объем кратера составляет приблизительно 0,04 км³. Собственное название кратер получил только потому, что был отмечен на фототопографической карте 39B2S1(25), впоследствии названия с данной карты были утверждены Международным астрономическим союзом.

## Сателлитные кратеры
Отсутствуют